# Chaunochiton loranthoides
Chaunochiton loranthoides är en tvåhjärtbladig växtart som beskrevs av George Bentham. Chaunochiton loranthoides ingår i släktet Chaunochiton och familjen Aptandraceae. Inga underarter finns listade i Catalogue of Life.